# Bernd Ickler
Bernd Ickler (* 30. Juni 1945 in Pferdsdorf (Krauthausen); † 4. November 1963 in Eisenach) war ein Todesopfer an der innerdeutschen Grenze.

## Leben
Der in Pferdsdorf (Krauthausen) lebende Landmaschinenschlosser Ickler versuchte am Abend des 3. November 1963, über die nahegelegene Grenze in die Bundesrepublik zu flüchten. Dabei trat er gegen 21.50 Uhr auf eine Mine, die ihm das Bein abriss. Er wurde gegen 22.40 Uhr geborgen und starb am nächsten Morgen im Kreiskrankenhaus Eisenach.
Die Staatsanwaltschaft Erfurt klagte den ehemaligen Pionieroffizier der Grenztruppen Karl E. im Dezember 1997 an, „einen Menschen getötet zu haben, ohne Mörder zu sein“. E. hatte durch seine Pioniere das Minenfeld anlegen lassen, in dem Bernd Ickler seine tödlichen Verletzungen erlitt. Es kam jedoch zu keinem Gerichtsverfahren mehr, da der Beschuldigte 1998 starb.